# Pista dello Utah Olympic Park

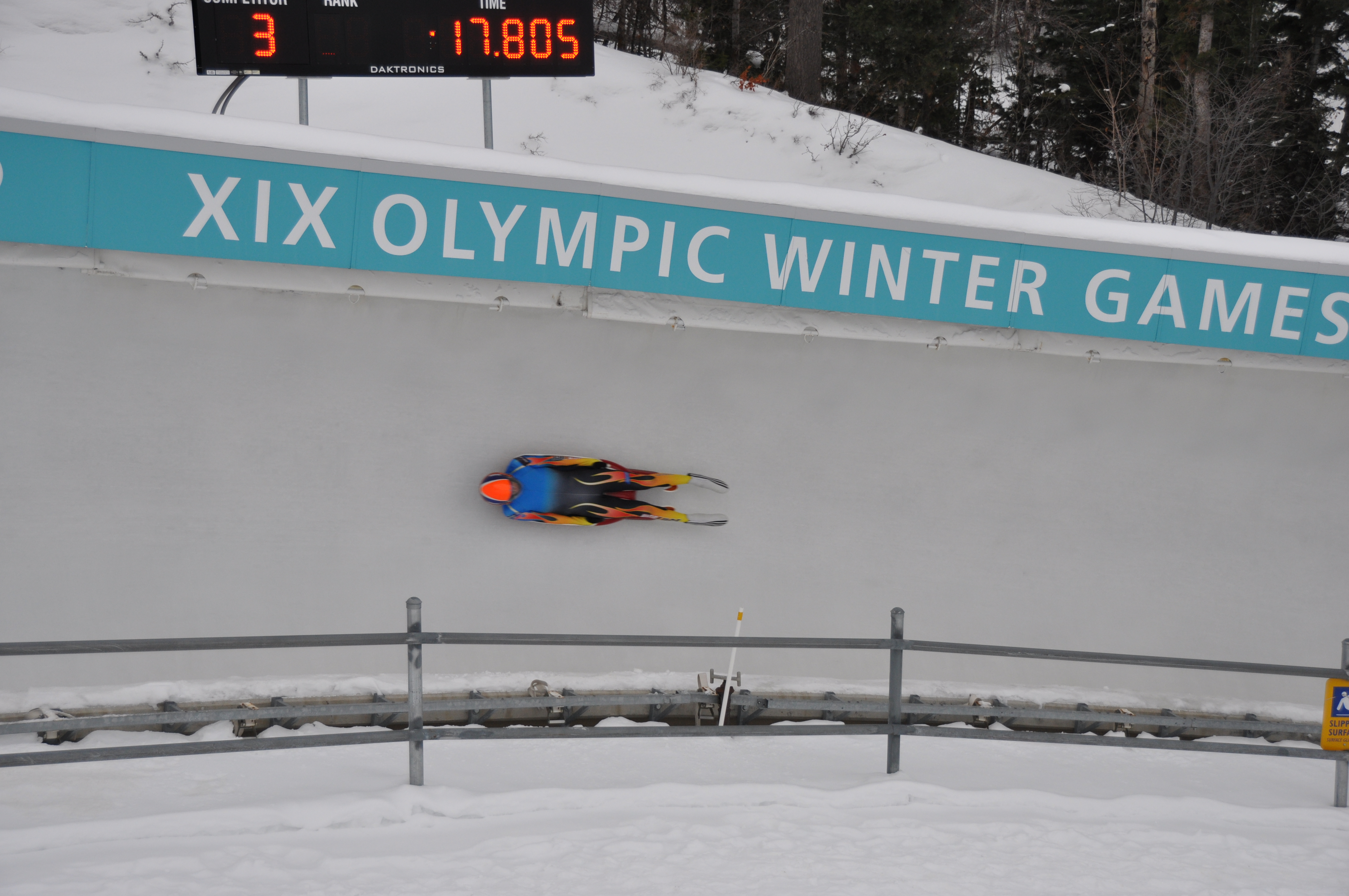
Atleta della nazionale americana juniores di slittino - Matt Wolbach scende alla curva 6 ai "Giochi invernali dello Utah 2010"

La pista dello Utah Olympic Park (nome originale: Utah Olympic Park Track) è un tracciato per bob, slittino e skeleton che si trova a Park City in Utah. Appartiene allo Utah Olympic Park, ed ospitò le gare del bob, dello slittino e dello skeleton ai XIX Giochi olimpici invernali di Salt Lake City. Tuttora la pista viene utilizzata come centro di allenamento e di sviluppo per gli atleti ed è sede di numerosi eventi nazionali e internazionali.

## Storia
Nel 1991 Salt Lake City perse per quattro voti la possibilità di ospitare i Giochi Olimpici invernali nel 1998, che vennero affidati alla città di Nagano. Due anni prima, l'Olympic Park, dopo conosciuto come Utah Winter Sport Park, era stato costruito nel tentativo di aggiudicarsi i Giochi Olimpici. La costruzione della pista iniziò il 3 giugno 1994 e fu completata il 28 dicembre 1996. Durante la costruzione del tracciato nel 1995, Salt Lake City fu nominata città ospitante dei Giochi Olimpici 2002. Il tracciato fu percorso per la prima volta davanti ai turisti dallo slittinista Jon Owen il 10 gennaio 1997, precedendo l'inaugurazione ufficiale che si verificava il 25 gennaio dello stesso anno. La prima gara di Coppa del Monod di bob si tenne a novembre 1998 e il tracciato continua ad ospitare dal 2002 tutte e tre le specialità della pista in competizioni di Coppa del Mondo. Durante i Giochi Olimpici del 2002, il tracciato ospitò 74187 spettatori per il bob, 14860 per lo skeleton e 64101 per lo slittino.

## Dettagli tecnici della pista

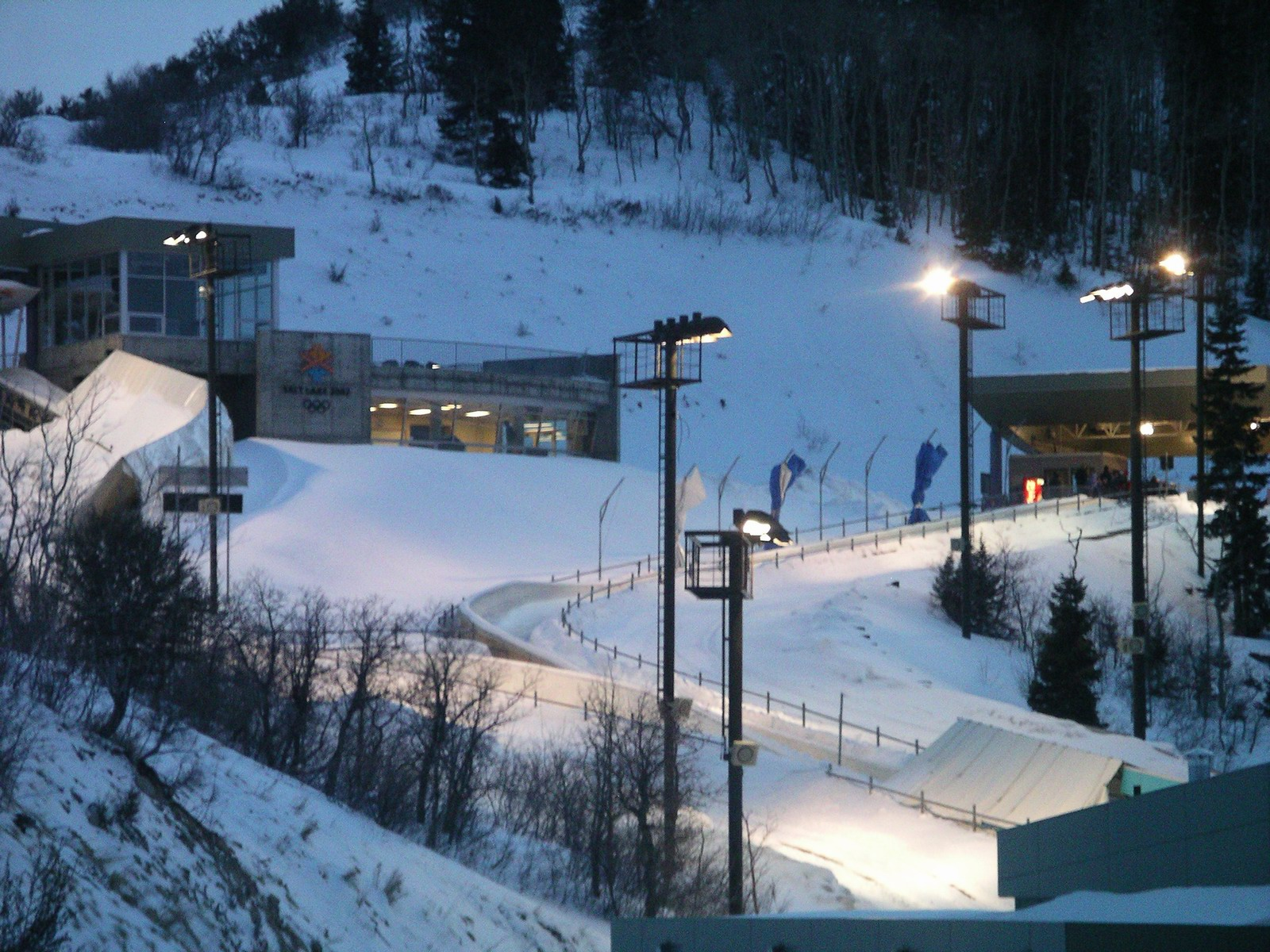
Sguardo sulla partenza dei bob, degli skeleton e dello slittino maschile

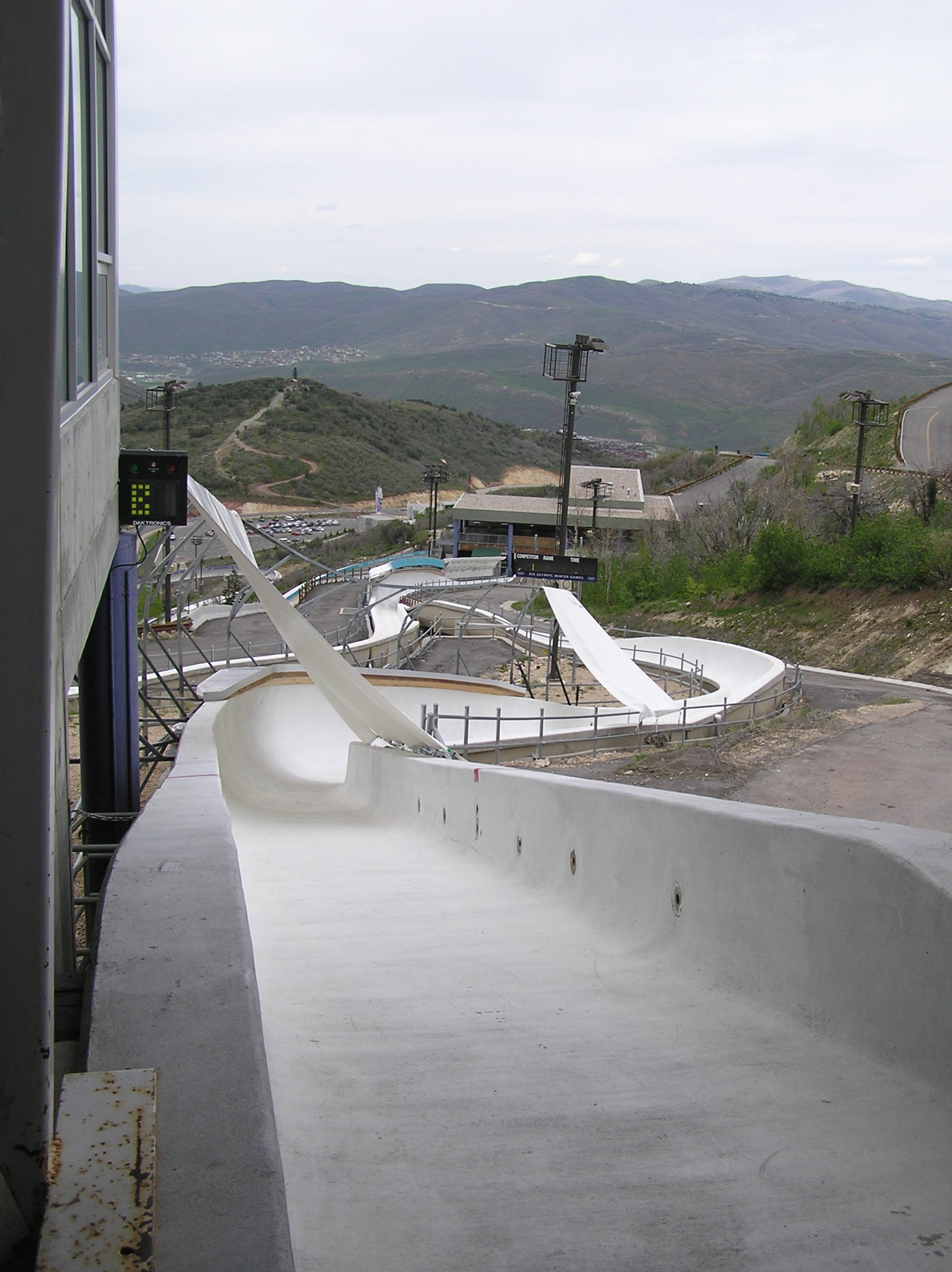
Parte alta della pista

Costato 25 milioni di dollari, il complesso si serve di un impianto di illuminazione dalla potenza totale di 297.000 watt, 62 idranti, 24 telecamere, 8 tabelloni luminosi e 49 punti di cronometraggio. Aperta annualmente da Ottobre a tutto Febbraio, la pista riceve un totale di 18 giorni di refrigerazione, affinché il ghiaccio abbia il giusto spessore richiesto per disputare al meglio una gara. L'impianto è dotato di circa 90 km di canalizzazioni con una quantità di ammoniaca refrigerante pari a circa 50.000 kg, in modo da tenere la pista a circa -25 C°. Durante la stagione regolare uno staff di nove persone lavora il ghiaccio della pista quotidianamente. Lungo tutto il tracciato sono dislocati 59 sensori di temperatura per assicurare un puntuale monitoraggio delle condizioni della pista.

## Statistiche
| Disciplina                           | Lunghezza  | Curve | Dislivello | Pendenza |
| ------------------------------------ | ---------- | ----- | ---------- | -------- |
| Bob e skeleton                       | 1335 metri | 15    | 103.5      | 7,80 %   |
| Slittino singolo uomini              | 1316 metri | 17    | 106        | 8,10 %   |
| Slittino singolo donne/doppio uomini | 1140 metri | 12    | 77         | 6,80 %   |

I nomi delle curve furono dati da John Morgan tra il 17 e il 23 dicembre 2006. Tutte le curve mostrate sono curve della specialità bob. Lo slittino singolo uomini inizia dopo la curva 2 mentre lo slittino singolo donne e il doppio iniziano dopo la curva 3. Le curve 1, 2, 3, 13 e 15 non hanno un loro nome. La parte di pista tra le curve 14 e 15 è il tratto più veloce, con il lungo rettilineo finale in salita che è stato denominato da Morgan the graveyard (il cimitero) perché vi si può perdere sia velocità che tempo se si toccano i muri situati ai suoi bordi.
| Numero curva        | Nome           | Motivazione                                                                                |
| ------------------- | -------------- | ------------------------------------------------------------------------------------------ |
| 4.                  | Sunny corner   | Parte più soleggiata del tracciato.                                                        |
| 5.                  | Snowy corner   | Parte più nevosa del tracciato.                                                            |
| 6., 7., 8., 9., 10. | Albert's alley |                                                                                            |
| 11.                 | Wasatch        | Dopo il Wasatch Range in Utah.                                                             |
| 12.                 | Olympic        | Dopo i Giochi olimpici invernali.                                                          |
| 14.                 | Finish Curve   | Dopo la curva che precede il rettilineo d'arrivo e l'attuale curva d'arrivo, la numero 15. |

| Disciplina              | Record | Atleta(i)                       | Data             | Tempo  |
| ----------------------- | ------ | ------------------------------- | ---------------- | ------ |
| Bob a due uomini        | Spinta | Justin Kripps/Jesse Lumsden     | 9 novembre 2011  | 4.77   |
| Bob a due donne         | Spinta | Kaillie Humphries/Heather Moyse | 14 novembre 2009 | 5.22   |
| Slittino singolo uomini | Spinta | David Möller                    | 2 dicembre 2006  | 2.617  |
| Slittino singolo uomini | Pista  | Markus Prock                    | 11 febbraio 2002 | 44.271 |
| Slittino singolo donne  | Pista  | Sylke Otto                      | 13 febbraio 2002 | 42.940 |
| Slittino doppio uomini  | Pista  | Patric Leitner/Alexander Resch  | 15 febbraio 2002 | 42.953 |

Fino al 2009, il tracciato era considerato il "ghiaccio più veloce a mondo" e proprio qui lo slittinista statunitense Tony Benshoof fece segnare la più altà velocità raggiunta con uno slittino, arrivando a toccare i 139.4 km/h il 16 ottobre 2001. La velocità di Benshoof fu però battuta dal tedesco Felix Loch il 21 febbraio 2009 durante la Coppa del Mondo di slittino 2008/2009 al Whistler Sliding Centre in British Columbia, quando raggiunse i 153.98 km/h.

## Campionati ospitati
- Giochi olimpici invernali: 2002
- Campionati mondiali di slittino: 2005[14]
- Campionati mondiali juniores di slittino: 2013[15]